# Asparagus psilurus
Asparagus psilurus är en sparrisväxtart som beskrevs av Friedrich Welwitsch och John Gilbert Baker. Asparagus psilurus ingår i släktet sparrisar, och familjen sparrisväxter. Inga underarter finns listade i Catalogue of Life.